# 炎之精
炎之精是克苏鲁神话中的虚构种族，分为两个种类，一种是「克图格亚的火焰造物（Flame Creatures of Cthugha）」，由奥古斯特·威廉·德雷斯创造，另一种则被称为「弗塔古亚的炎之精（Fire Vampires of Fthaggua）」，由唐納德·萬德雷创造。

## 克图格亚的火焰造物
这种炎之精是在旧日支配者克图格亚身边侍奉的一种火焰生物，最早出现在奥古斯特·威廉·德雷斯的短篇小说《黑暗住民》(The Dweller in Darkness)中。其形象就像一点炽烈的火光；当克图格亚被召唤到地球时，它们也会被附带一起召唤过来（但也可以用另一种咒语单独召唤它们）。一旦召唤完毕，炎之精们就会点燃它们所碰到的任何物体。

## 弗塔古亚的炎之精
弗塔古亚（Fthaggua）的形态表现为一团不稳定的蓝色火球。它是克图格亚的高级祭司，也可能是它的眷族。就像Knygathin Zhaum一样，它的身份目前还没有确切的定论。
侍奉弗塔古亚的炎之精的形象像一道爆裂的深红色闪电，它们从智慧生物身上吸取能量，被它们吸取的生物的身体会迅速燃烧，看起来就像自燃了一样；同时它们还会得到牺牲者的一切记忆和知识。所有炎之精的思维都集合成为一个母巢（Hive mind）式的集群意志，每一个个体都是这个意志的组成部分。就像它的奴仆一样，弗塔古亚也要靠从智慧生物身上吸取能量为生；而且，随着不断积累吸收来的知识，它们也变得越来越聪明、狡猾。
弗塔古亚和它的奴仆们居住在一颗名为克提恩加（Ktynga）的神秘彗星上的巨大建筑中，它们操控这颗彗星在宇宙中到处穿行，寻找智慧种族，作为它们的食物。